# Stara Wieś (gmina w powiecie siedleckim)
Stara Wieś (daw. Starawieś, od 1973 Siedlce) – dawna gmina wiejska istniejąca do 1954 roku w woj. lubelskim/warszawskim. Siedzibą władz gminy była Stara Wieś (obecnie dzielnica Siedlec).

## Historia
W 1907 r. do Siedlec z gminy Stara Wieś włączono wieś Starą Wieś Prywatną, kolonię Aleksandrówek, część majoratu Stara Wieś oraz dwór Napoleona Jasińskiego.
W okresie międzywojennym gmina należała do powiatu siedleckiego w woj. lubelskim. 1 października 1931 do Siedlec włączono kolejną część gruntów byłego majoratu Stara Wieś o obszarze 74 ha, grunta Stara Wieś-Księżyzna o obszarze 25 ha 6 m2, grunta obywateli miasta Siedlec o obszarze 887 ha 2.125 m2, grunta włościan Stara Wieś o obszarze 543 ha 736 m2, a także miejscowość Stara Wieś Poduchowna o obszarze 50 ha 7.564 m. Granica między miastem a wsią na ulicy Starowiejskiej przebiegała odtąd na wysokości jej styku z ulicą Janowską. Po włączeniu tych obszarów do Siedlec, po Starej Wsi poza granicami miasta pozostały: folwark Starawieś, kolonia Starawieś Budy, szkoła rolnicza Starawieś oraz rybakówka Starawieś Budy, z których w 1933 roku utworzono gromadę Stara Wieś w gminie Stara Wieś.
Po wojnie gmina zachowała przejściowo przynależność administracyjną, lecz 1 stycznia 1949 roku gmina wraz z całym powiatem siedleckim została przeniesiona do woj. warszawskiego. Według stanu z dnia 1 lipca 1952 roku gmina składała się z 20 gromad.
Gmina została zniesiona 29 września 1954 roku wraz z reformą wprowadzającą gromady w miejsce gmin. Jednostki nie przywrócono 1 stycznia 1973 roku po reaktywowaniu gmin, utworzono natomiast jej terytorialny odpowiednik, gminę Siedlce.